# Otto Beyer (Maler)
Otto Beyer (* 20. Oktober 1885 in Kattowitz; † 17. Juni 1962 in Berlin) war ein deutscher Maler und Grafiker und stand als Vertreter des deutschen Expressionismus der Künstlergruppe „Brücke“ nahe. Seine Themen sind vorwiegend Landschaften, Berliner Vorstädte, auch Akte und Stillleben. Beyer fand in Max Liebermann einen Förderer, und sein Werk wurde durch die Bekanntschaft mit Max Pechstein und Lovis Corinth stark beeinflusst. Er gilt als Maler der „Verschollenen Generation“, und seine Werke wurden vom nationalsozialistischen Regime als „Entartete Kunst“ eingestuft.

## Künstlerische Entwicklung
An der Kunsthochschule Breslau studierte er um 1900, anschließend an der Kunstakademie Königsberg (heute: Kaliningrad) bei Olof Jernberg, der aufgrund seiner Berufung an die Akademie im Jahre 1901 von Düsseldorf nach Königsberg übersiedelte. Jernberg förderte Beyer, indem er ihm ermöglichte, von 1910 bis 1914 ein Studium in Belgien zu absolvieren. Studienreisen führten ihn nach München, Paris, Holland, Südfrankreich sowie Italien.
1909 hatte Beyer erste Ausstellungserfolge bei der Berliner Secession. 1910 war er an Ausstellungen der Leipziger Secession beteiligt und zog nach Berlin, wo er Mitglied der Freien Secession wurde. 1914 wurde er mit Corinth und Pechstein bekannt und hielt sich länger als Mitglied der Künstlerkolonie Nidden an der Ostsee auf. Um 1920/1922 war er in »Das graphische Jahr Fritz Gurlitt« als Künstler vertreten. Von 1933 bis 1945 wurde er von den Nazis mit Mal- und Ausstellungsverbot belegt. 1937 wurde in der Nazi-Aktion „Entartete Kunst“ aus dem Stadtmuseum Altona Beyers Ölgemälde „Karussell“ beschlagnahmt.
Nach dem Krieg fanden wieder Ausstellungen in Berlin statt (z. B. 1945 und 1959).
Eine Gedächtnisstätte für Otto Beyer befindet sich in Berlin auf dem II. Städtischen Friedhof Reinickendorf (Grablage: Abt. 3, Nr. 511).